# Merkenbach
Merkenbach is een plaats in de Duitse gemeente Herborn, deelstaat Hessen, en telt 1598 inwoners (2008).